# Thorsten Lehr
Thorsten Lehr (* 1977 in Hanau) ist ein deutscher Apotheker und Professor für Klinische Pharmazie an der Universität des Saarlandes.

## Vita
Lehr besuchte ab 1987 die Karl-Rehbein-Schule und legte dort 1996 das Abitur ab. Von 1997 bis 2001 studierte er im Anschluss an der Johann Wolfgang Goethe-Universität in Frankfurt am Main im Fach Pharmazie und erhielt im Dezember 2002 die Approbation als Apotheker. Er promovierte von Januar 2003 bis Juli 2006 bei Charlotte Kloft an der Martin-Luther-Universität Halle-Wittenberg in Klinischer Pharmazie. Bereits ab April 2006 arbeitete er als Postdoc in der Abteilung Mechanistic Toxicology von Boehringer Ingelheim und blieb in dieser Tätigkeit bis April 2008. Bei der Boehringer Ingelheim Pharma GmbH war er außerdem von Januar 2006 bis September 2012 als Pharmacometrician tätig.
Im Oktober 2012 trat er eine Juniorprofessur an der Universität des Saarlandes in Saarbrücken am Lehrstuhl für Klinische Pharmazie an. Seit März 2017 ist er am selben Lehrstuhl als ordentlicher Professor tätig.
Während der COVID-19-Pandemie im Saarland trat Lehr medial regelmäßig als Experte in Erscheinung.